# Ane Gabarain
Ane Gabarain Gaztelumendi (San Sebastián 2 de junho de 1963) é uma atriz espanhola. Ela é conhecida principalmente por seus papéis na televisão, como nas séries Bi eta bat, Jaun ta Jabe e Mi querido Klikowsky. No cinema, seus papeis mais marcantes foram os filmes A Comunidade e 800 Balas de Álex de la Iglesia. Também interpretou o papel de Maritxu, nas séries Allí abajo e Miren em Pátria, este último lhe rendendo uma indicação ao Emmy Internacional de melhor atriz.

## Filmografia

### Cinema
- Agur Etxebeste (2019)
- Fe de etarras (2017)
- Loreak (2014)
- Sukalde kontuak (2009)
- El coche de pedales (2004)
- 800 balas (2002)
- La comunidad (2000)
- Pecata minuta (1999)
- 40 ezetz (1999)
- Fuma y deja fumar (1996)
- Sálvate si puedes (1995)
- Adiós Toby, adiós (1995)
- Maité (1994)
- Maider (1989)

### Televisão
- Madres. Amor y vida (2022-)
- Amar es para siempre (2021-)
- Pátria (2020)
- Allí abajo (2015-2019)[3]
- Goenkale (2013-2014)
- Bi eta bat (2012)
- El corazón del océano (2014)
- Mi querido Klikowsky (2006)
- Los Serrano (2005)
- Kilker Dema (2002)
- Periodistas (2000-2001)
- Policías, en el corazón de la calle (2001)
- 7 vidas (2000)
- Jaun ta jabe (1997)
- Bi eta bat (1990-1993)
- Águila roja (1 episodio)
- Benta Berri (1997)

## Prêmios e indicações
| Ano  | Prêmio                  | Categoria                          | Trabalho | Resultado | Ref   |
| ---- | ----------------------- | ---------------------------------- | -------- | --------- | ----- |
| 2021 | Emmy Internacional 2021 | Emmy Internacional de melhor atriz | Pátria   | Indicado  | [ 4 ] |